# Национален отбор по футбол на Обединените арабски емирства
Националният отбор на Обединените арабски емирства по футбол представя страната на международни срещи.